# Tonnellata di stazza
La tonnellata di stazza è una unità di misura di volume equivalente a 100 piedi cubi e a 2,83 metri cubi. Viene spesso utilizzata come unità di misura della stazza delle navi.
Non va confusa con la tonnellata metrica, unità di misura della massa (e del dislocamento delle navi stesse).